# Jean Jacques De Geer (1666–1738)
Jean Jacques De Geer, född 4 augusti 1666 i Rynhuysen, död 16 september 1738 i Utrecht, var en svensk brukspatron.

## Biografi
Jean Jacques Jacques De Geer föddes 1666 på Rynhuysen. Han var son till assessorn Louis De Geer vid bergskollegium och Jeanne Parmentier. De Geer arbetades som brukspatron och anlade flera järnbruk i Hällestads bergslag, Östergötland. Han avled 1738 i Utrecht.
De Geer ägde Finspångs slott.

### Familj
De Geer gifte sig 6 oktober 1704 i Haag med Jaquelina Cornelia van Assendelft (1682–1754), dotter av borgmästaren Paul van Assendelft och Petronella van der Esch i Haag. De fick tillsammans barnen överintendenten Louis De Geer (1705–1758), Isabella Petronella De Geer (1707–1780) som var gift med stadssekreteraren Willem Carel van der Muelen i Utrecht, Johanna Elisabet De Geer (1708–1728) som var gift med Johannes van Steelandt, Jaquelina Cornelia De Geer (1709–1761) som var gift med kanonikus Jan Sadelyn och rådsherren Abraham Jacob van der Dussen, Charlotta Antonina De Geer (1710–1711), Louise De Geer (1712–1751) som var gift med kanonikus Louise de Malapert i Utrecht, Paul De Geer (1713–1713), kanonikus Jean Jacques De Geer (1714–1781) i Utrecht, Charlotta De Geer (1716–1749) som var gift med amiralitetsrådet Johannes Andreas van der Muelen, Hedvig Ulrika De Geer (1718–1743) som var gift med Simon Johan van der Stell, Charles De Geer (1720–1778), kammarherren Anthony De Geer (1721–1756) och Aletta Maria De Geer (1722–1723).